# Gonzalo Vivanco
Gonzalo Vivanco (Santiago de Chile; 6 de diciembre de 1972) un actor chileno de teatro, cine y televisión que también cuenta con nacionalidad colombiana, país donde ha desarrollado buena parte de su carrera. También ha participado en producciones en Estados Unidos, México, Paraguay y Chile.

## Vida personal
Había estado viviendo con su actual mujer en Colombia antes.
Está casado con la actriz Géraldine Zivic desde el año 2011. Tienen una hija en común llamada Julieta. Viven los tres en Orlando, Florida (Estados Unidos).
Además de dedicarse a la actuación, él ha comentado que sabe de mecánica y peluquería.

## Filmografía

### Televisión
| Año         | Título                      | Personaje               | Canal                         |
| ----------- | --------------------------- | ----------------------- | ----------------------------- |
| 1997        | Playa salvaje.              | Franco Avellaneda.      | Canal 13.                     |
| 1999        | Fuera de control.           | Jaime Donoso.           | Canal 13.                     |
| 2000        | La revancha                 | Marcos Sotomayor        | Univision.                    |
| 2001        | Secreto de amor             | Doctor Alberto Jiménez  | Univision.                    |
| 2002        | Gata salvaje.               | Jorge Domínguez.        | Univision.                    |
| 2004        | Prisionera.                 | Doctor Alberti.         | Telemundo.                    |
| 2004 - 2005 | Soñar no cuesta nada.       | Abogado Raúl Rodríguez. | Univision.                    |
| 2005 - 2006 | Decisiones.                 | Licenciado Morales.     | Telemundo.                    |
| 2006        | Lotería.                    | Juan Restrepo.          | Telemundo.                    |
| 2006 - 2007 | Las dos caras de Ana.       | Carlos Garín.           | Las Estrellas.                |
| 2007        | Acorralada.                 | Eduardo.                | Univision.                    |
| 2008 - 2009 | El último matrimonio feliz. | Vicente De Los Ríos.    | Canal RCN.                    |
| 2009        | Aquí no hay quien viva.     | Marcelo Freud.          | Canal RCN.                    |
| 2009 - 2010 | Kdabra.                     | Carlos.                 | Moviecity.                    |
| 2011        | La Teacher de inglés.       | Doctor Mckenzie.        | Caracol Televisión.           |
| 2011        | Mentes en shock.            | Enrique.                | Fox.                          |
| 2011        | La Mariposa.                | Doctor Quezada.         | Canal RCN.                    |
| 2011 - 2012 | Flor salvaje.               | Francisco Losada.       | Telemundo.                    |
| 2011 - 2012 | La traicionera.             | Javier Giraldo.         | Canal RCN.                    |
| 2012        | Historias clasificadas.     | Hugo.                   | Canal RCN.                    |
| 2013        | El día de la suerte.        | Juan Ángel.             | Canal RCN.                    |
| 2013        | Lynch.                      | Mauricio.               | Moviecity.                    |
| 2014        | La viuda negra              | Policía                 | UniMás.                       |
| 2014        | Caleta del sol.             | Ignacio Cox.            | Televisión Nacional de Chile. |
| 2014        | El Capo 3.                  | Francis.                | Canal RCN.                    |
| 2014        | La selección.               | Julio Avelino Comesaña. | Caracol Televisión.           |
| 2015        | Lo imperdonable.            | Pierre Dussage.         | Las Estrellas.                |
| 2016        | 2091.                       | Mr. Park.               | Fox.                          |
| 2017        | La colombiana.              | Raúl Vara.              | Televisión Nacional de Chile. |
| 2018        | Noobees.                    | Zigorisko.              | Nickelodeon (Latinoamérica).  |
| 2019        | Bolívar.                    | Mateo Cortázar.         | Caracol Televisión.           |

### Cine
| Año  | Título                             | Personaje              | Director o Directores              |
| ---- | ---------------------------------- | ---------------------- | ---------------------------------- |
| 2009 | Venezzia                           | Participación especial | Haik Gazarian                      |
| 2010 | Los 33 de Atacama                  | Experto                | Antonio Recio                      |
| 2014 | Toro Loco.                         | Detective Domingo      | Patricio Valladares.               |
| 2018 | Leal, solo hay una forma de vivir. | Javier Salcedo.        | Pietro Scappini y Rodrigo Salomón. |
| 2019 | Perseguida.                        | Rodríguez.             | Yesid Leone Moreno.                |
| 2019 | Me llevarás en ti.                 | Capitán Secundino.     | Iván Obando.                       |
| 2023 | El rey de la montaña.              | Pepe.                  | Camilo Vega                        |

## Programas de televisión
- Deporte Aventura (Cablevisión) como animador.
- Día a día (Chile) (Televisión Nacional de Chile, 1999 - 2000) como reportero.
- Control (Univision, 2005) como coanimador.
- Paparazzi TV (Mega, 2006) como coanimador.
- Estilo RCN (Canal RCN, 2008) como invitado.
- Buenos días a todos (Televisión Nacional de Chile, 2008) como invitado.

## Premios
Revista TVyNovelas.
| Premio                      | Categoría               | Resultado |
| --------------------------- | ----------------------- | --------- |
| El último matrimonio feliz. | Mejor actor de reparto. | Nominado  |